# Damávand (město)
Damávand (persky شهر دماوند‎) je íránské město v Teheránské provincii. Má 36 433 obyvatel.

## Historie
Damávand je prastaré město. Objevuje se již v sasánovských textech (jako Dunbawand). Byly zde nalezeny pozůstatky parthské říše. V roce 651 město připadlo arabským muslimským nájezdníkům.
Ve městě je mnoho historických pamětihodností. Je zde 37 historických hrobek (Imámzáde), 27 zřícenin hradů, 23 tradičních historických domů architektonického významu, 18 tradičních lázní, 6 jeskyní, 5 historických mostů, 3 historické mešity a 3 karavanasárie.

## Podnebí
Město leží poblíž nejvyšší hory Damávand (5 610 m) a po celý rok má relativně chladné klima.